# Falcão (cantante)
Falcão, all'anagrafe Marcondes Falcão Maia (Pereiro, 1957), è un cantante, showman e attore brasiliano.

## Biografia

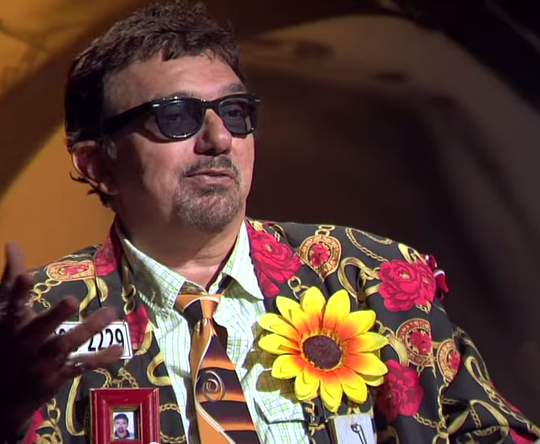
Falcão in un'apparizione televisiva

Falcão è nato a Pereiro, nell'entroterra dello stato del Ceará, dove ha vissuto fino all'età di 12 anni coi genitori e i fratelli. Il padre, un farmacista appassionato di musica, possedeva una grande collezione di dischi, caratterizzata da spiccato eclettismo. Il futuro cantante si è dunque musicalmente formato ascoltando artisti disparati come Frank Zappa, Bob Dylan, i Beatles, Zé Ramalho, Raul Seixas, Waldick Soriano, Núbia Lafayete, Nelson Gonçalves, Orlando Silva e i cantautori italiani, oltre a prendere lezioni di chitarra. Nel 1970 si è trasferito a Fortaleza per frequentare il Júlia Jorge College, a Parquelândia. Conseguita la laurea in architettura all'Università Federale del Cearà ha anche aperto un proprio studio professionale, ma dopo tre anni ha intrapreso la carriera artistica. 
Cantante in attività dal 1990, ha inciso una decina di album, quasi tutti caratterizzati da testi irriverenti e demenziali, talora in lingua inglese, su musiche ascrivibili al genere brega: tra i suoi pezzi più fortunati, si ricordano I'm Not Dog No, Black People Car, Holiday Foi Muito, Um Bodegueiro na FIEC e I Love You Tonight. 
Falcão è anche showman di successo e nel terzo millennio si è altresì cimentato come attore per il grande e piccolo schermo (accreditato talora Marcondes Falcão)  dando volto a personaggi fortemente comici. In particolare ha fatto da spalla a Edmilson Filho in diversi film, come Cine Holliúdy e Cine Holliúdy 2: A Chibata Sideral - nei quali ha impersonato lo spassoso cieco Isaias, assiduo frequentatore di sale cinematografiche nonostante l'handicap visivo - e la pellicola cult Operazione Celestina.

## Vita privata
Falcão è sposato con Lilian Huertas, sua agente oltre che sua stilista personale: tutti gli abiti di scena dell'artista, perlopiù camicie con motivi floreali e colori vivaci, sono infatti creazioni di lei (prima del matrimonio egli si presentava con capi più sobri, acquistati nei negozi). L'unico figlio di Falcão, Pedro, è frutto di una breve e precedente relazione.

## Discografia
- Bonito, Lindo e Joiado (1990)
- O Dinheiro não É Tudo, mas É 100% (1994)
- A Besteira É a Base da Sabedoria (1995)
- A Um Passo da MPB (1996)
- Quanto Pior, Melhor (1998)
- 500 Anos de Chifre (1999)
- Do Penico à Bomba Atômica (2000)
- Maxximum: Falcão (compilation, 2005)
- What Porra Is This? (2006)
- Sucessão de Sucessos que se Sucedem Sucessivamente sem Cessar (2014)